# Blauwe monnikskap
De blauwe monnikskap (Aconitum napellus, synoniem: Aconitum anglicum) is een vaste plant uit de ranonkelfamilie (Ranunculaceae). De soort komt voor op hoogten tussen 1000 en 2000 m. Het aantal chromosomen is 2n = 16. De plant is een drachtplant voor hommels.
De plant wordt 50–150 cm hoog en heeft een rechtopgaande stengel. Het blad is lobbig vijf tot zevenvoudig diep gedeeld en zeer variabel van vorm. De bovenste bladeren zijn minder gedeeld dan de onderste.
De plant vormt knolachtig verdikte wortels en bloeit in juni met donkerblauwe bloemen. De bloeiwijze is een tros, die bezet is gebogen haren. Het bovenste kroonblad is helmvormig, dat breder als hoog of even breed als hoog is. De bloem heeft veel meeldraden, die aan de basis verbreed zijn.
De vrucht is een ongesteelde kokervrucht met snavel. Ze zitten meestal met drie bij elkaar. De zaden zijn 4,5 mm lang en 3 mm breed.
Vanwege zijn hoge giftigheid (een paar gram is dodelijk voor de mens) werd de plant opgenomen in Materia Medica Pura waarin Hahnemann een 67-tal stoffen en de daardoor veroorzaakte symptomen beschrijft. De blauwe monnikskap werd vroeger weleens aan ter dood veroordeelden gegeven. Kleine kinderen kunnen beter niet aan de plant komen. Na het aanraken van de plant dient men de handen te wassen, omdat de gifstof door de huid kan dringen.

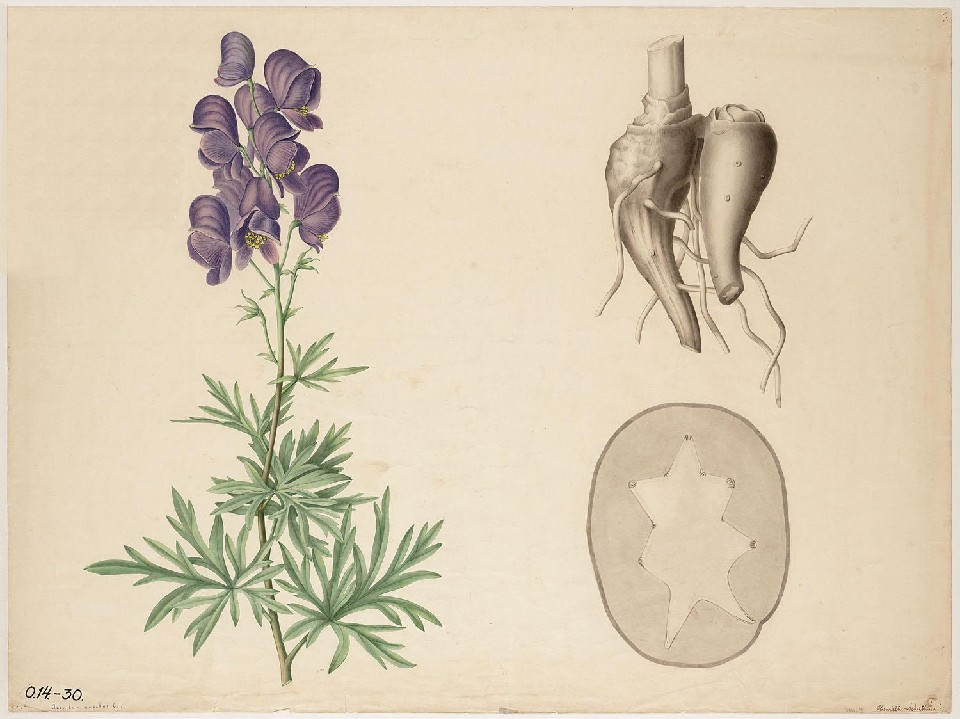
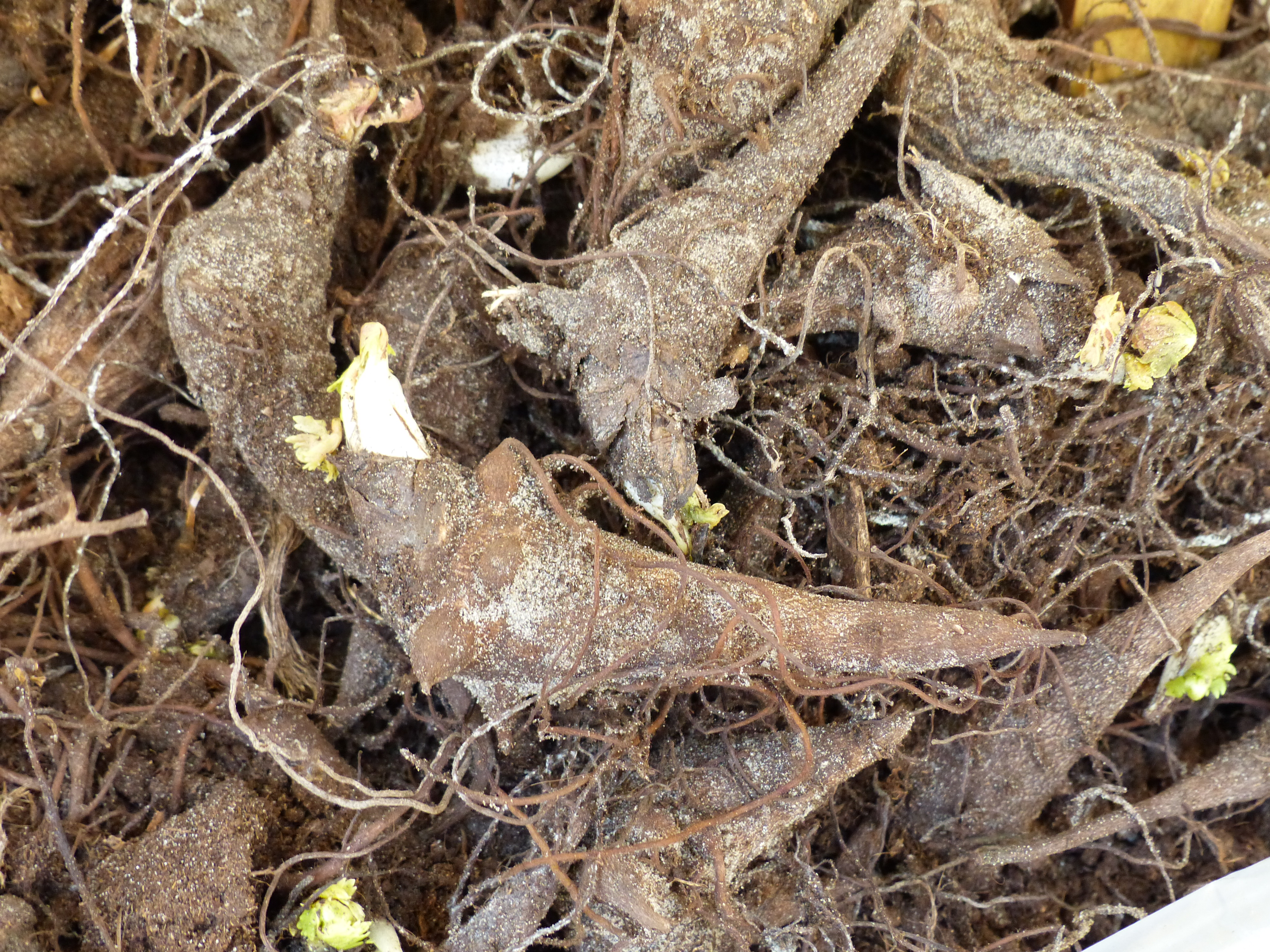
Wortelknollen
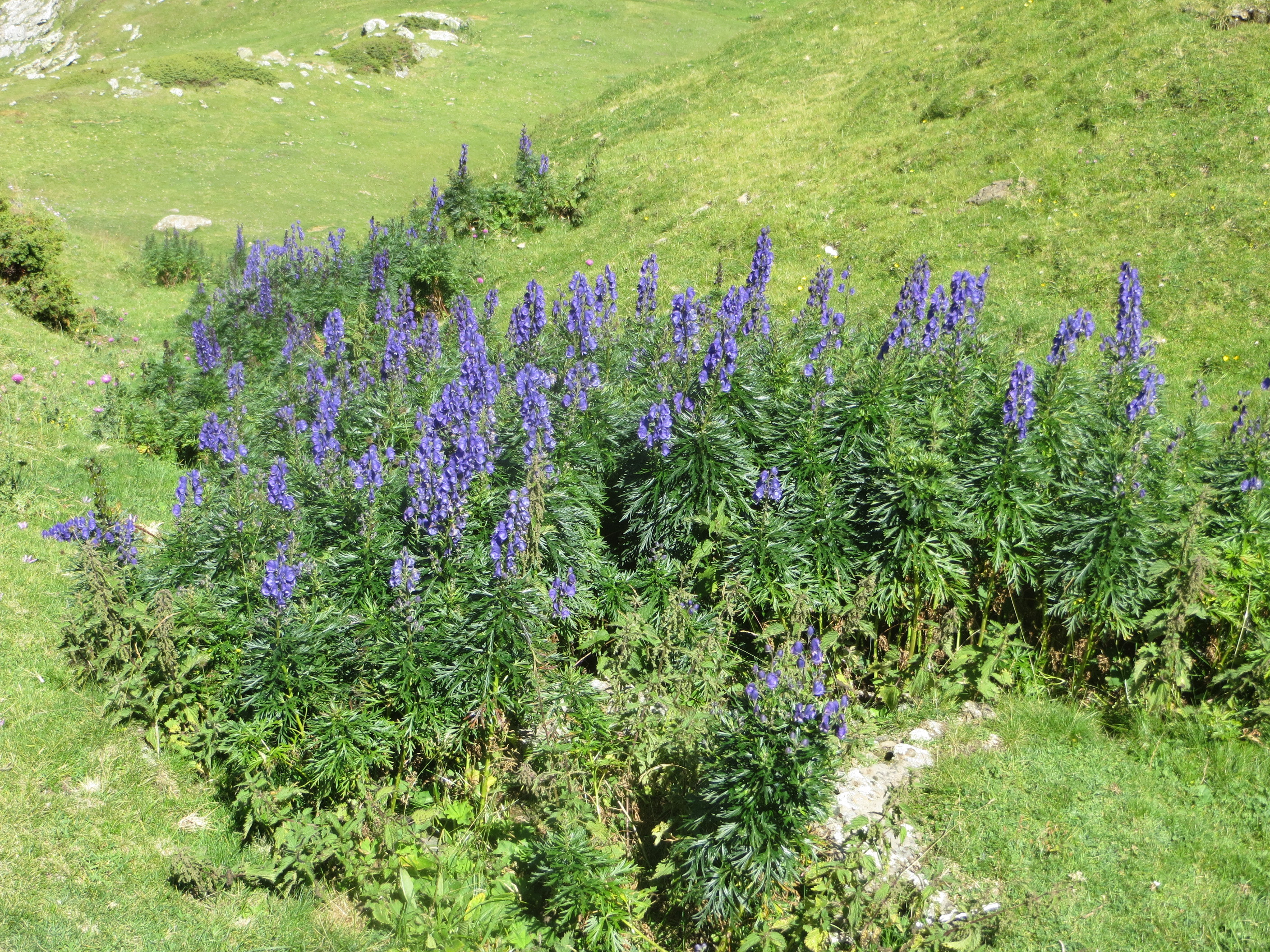
Planten
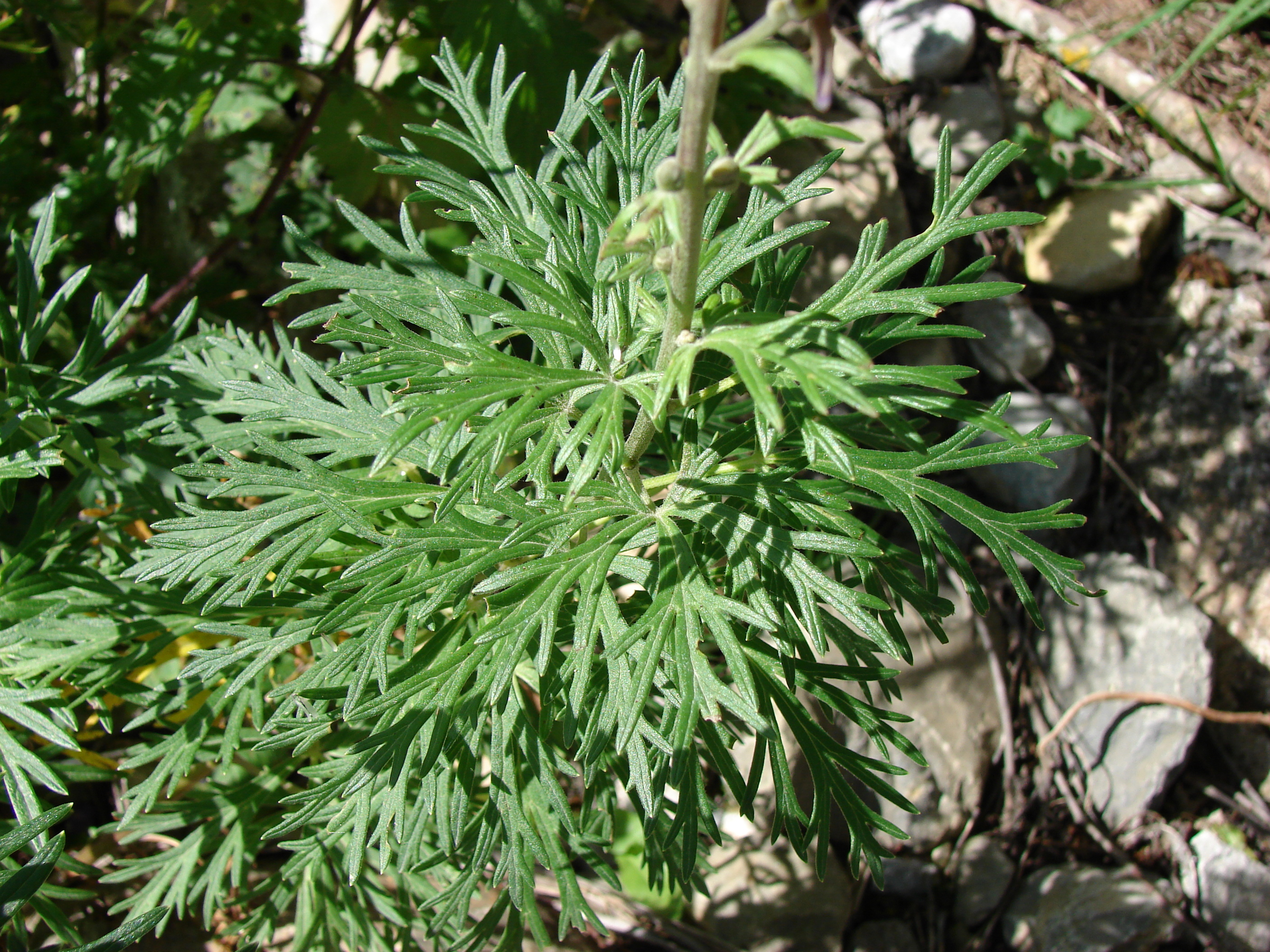
Blad
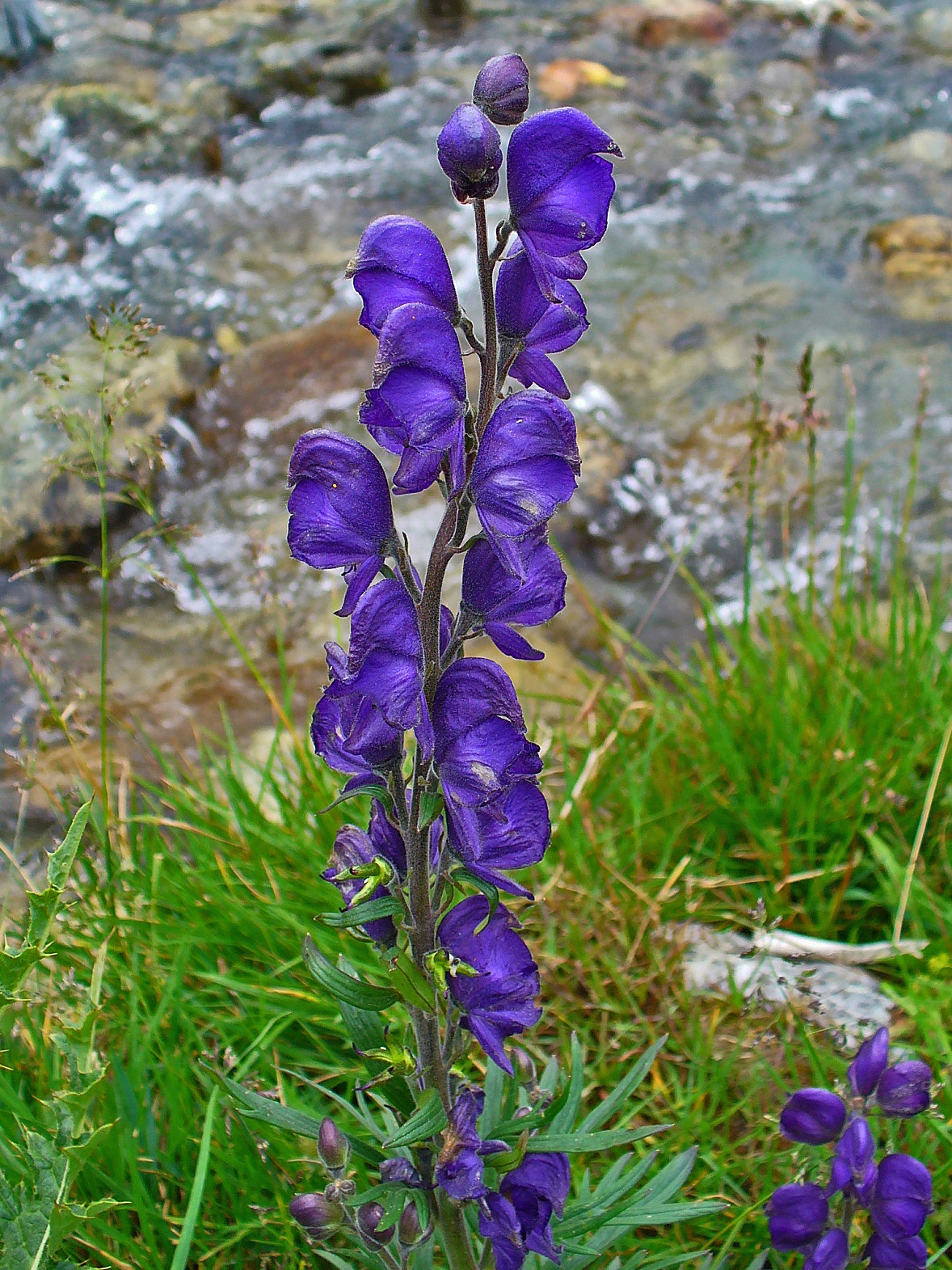
Bloeiwijze
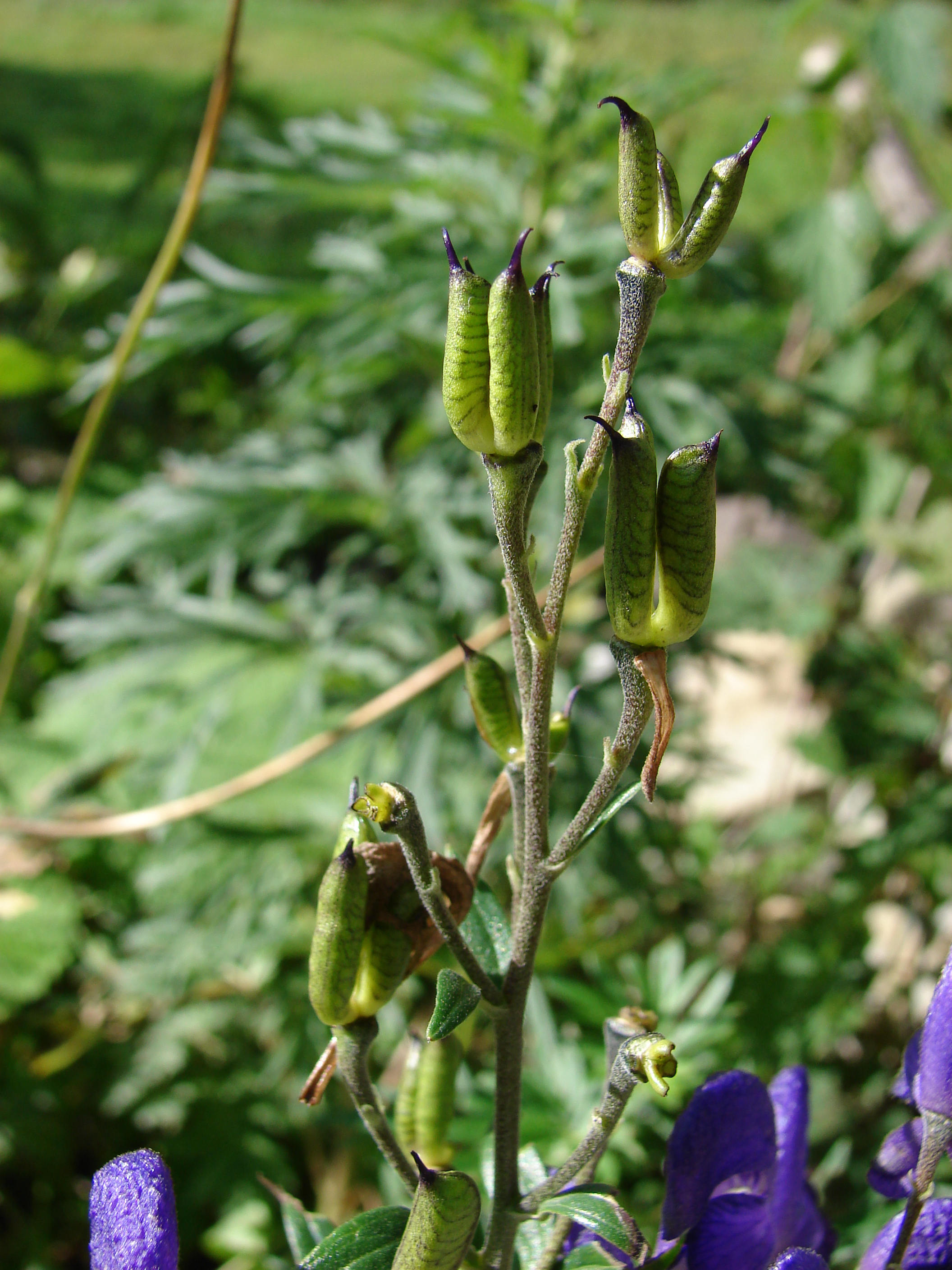
Vruchten
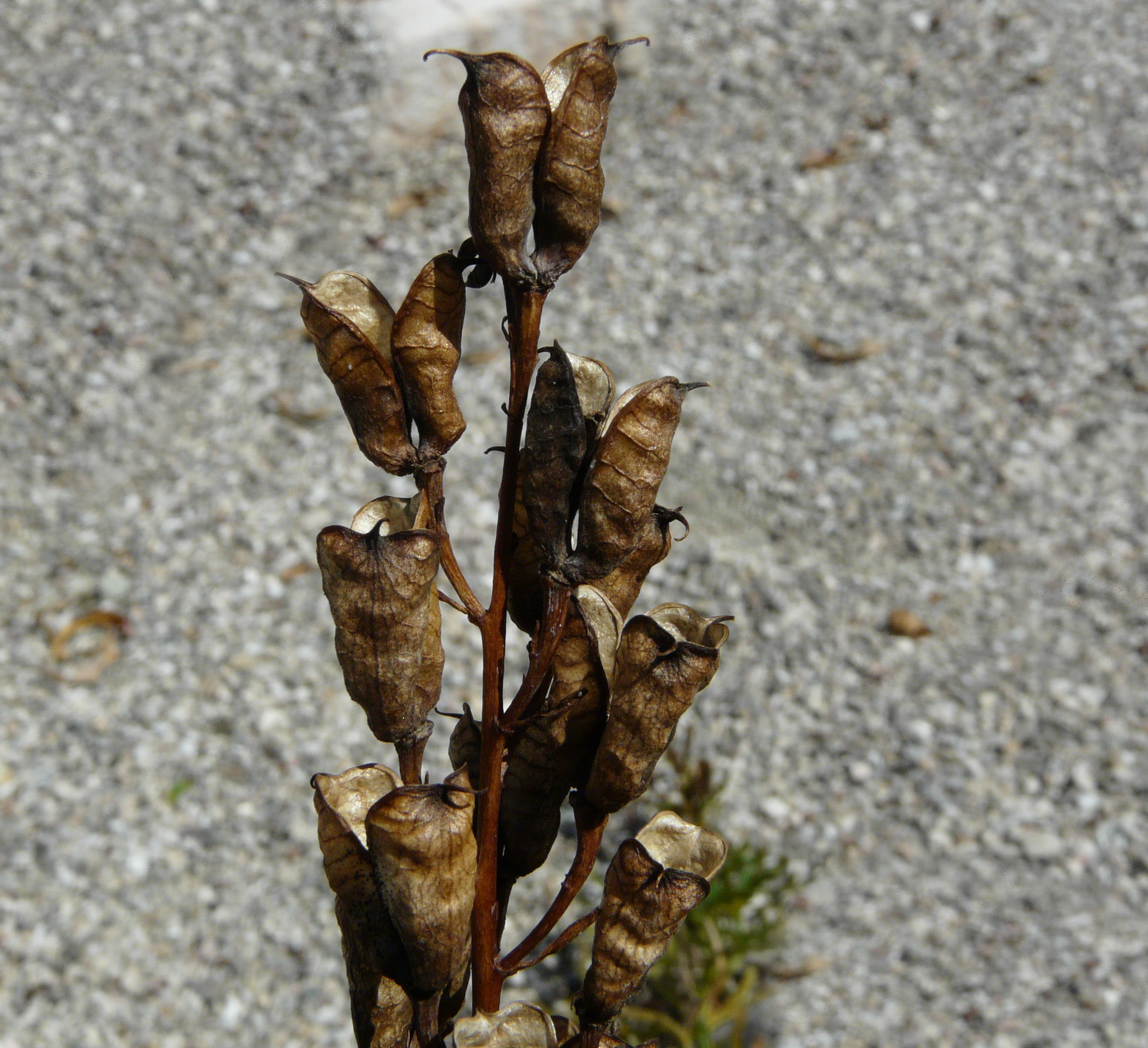
Opengesprongen vruchten
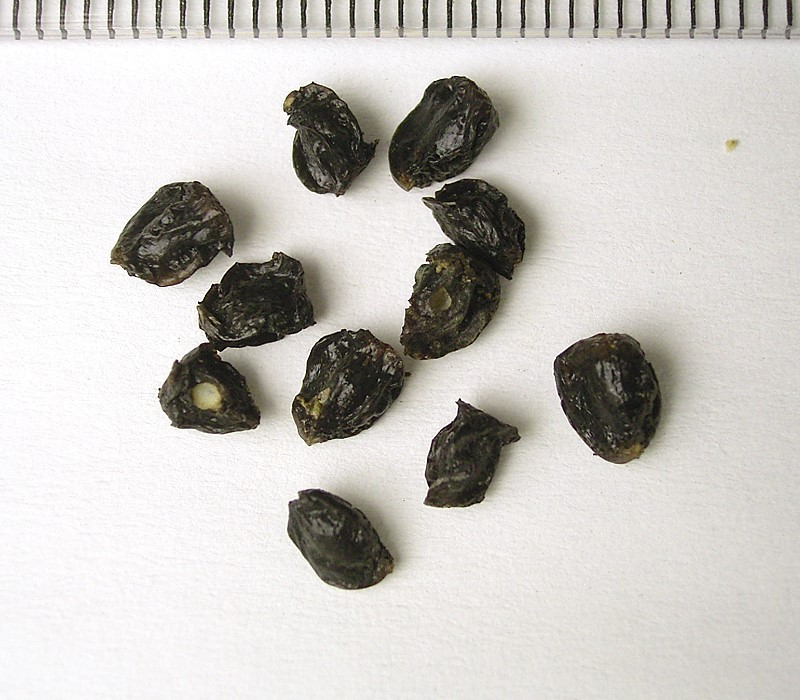
zaden

## Ecologie en verspreiding
Blauwe monnikskap prefereert half beschaduwde tot beschaduwde, koele, basenrijke, vochtige, matig voedselrijke tot voedselrijke klei- en leembodems. Ze verdraagt volle zon mits de bodem voldoende vochtig blijft. Deze gebergteplant (die meestal op een hoogte tussen 1.000-2.000 m staat) groeit in open bossen, in bosranden en struwelen, aan beekoevers, in ruigten en in graslanden. Het gesloten Europese areaal omvat Midden- en West-Europa, van Zuid-Engeland tot de Karpaten in het oosten en verder op enige plaatsen in Zuid-Scandinavië. De soort wordt als tuinplant gebruikt, kan verwilderen en kan dan lang standhouden. In Nederland verwildert de plant zeer zeldzaam, het meest nog in het oostelijke rivierengebied en in het zuidoosten van het land en slechts een enkele keer daarbuiten. Net als alle soorten van dit geslacht heeft de plant een “rijke” geschiedenis als gifplant waar ook oude namen als duivelskruid en wolfsdood op wijzen. Maar ze werd en wordt echter ook medisch aangewend. Zie ook tuinmonnikskap (Aconitum × stoerkianum) en gele monnikskap (Aconitum vulparia).